# Sensory, Inc.
Sensory, Inc. es una compañía con sede en Santa Clara que desarrolla y fabrica tecnologías de voz en hardware (circuitos Integrados - IC o "chip") y plataformas de software para productos de consumo, ofreciendo soluciones de IC y software para reconocimiento de voz, síntesis de voz, verificación del hablante, y síntesis de música.
Los productos de Sensory se utilizan en aplicaciones de electrónica de consumo que incluyen dispositivos móviles, automotrices, dispositivos Bluetooth, juguetes y diversos artículos electrónicos para el hogar. Hasta la fecha, más de 40 teléfonos móviles, tabletas y dispositivos portátiles se han enviado con TrulyHandsfree de Sensory en volúmenes de cientos de millones.[cita requerida]

## Historia
Sensory, Inc. fue fundada en 1994, originalmente como Sensory Circuits, por Forrest Mozer, Mike Mozer y Todd Mozer. Los tres también habían cofundado ESS Technology años antes. En 1999, Sensory adquirió Fluent Speech Technologies, que fue formada y comenzada por un grupo de profesores del Oregon Graduate Institute (anteriormente OGI, ahora OHSU). Fluent Speech Technologies desarrolló motores de voz integrados de alto rendimiento, la tecnología de esta adquisición es ahora la tecnología central utilizada en toda la línea de chips y software de Sensory.

### Cronología de la compañía
- 1994 - Fundado
- 1995 - Presenta el RSC 164 - primer IC de reconocimiento de voz comercialmente exitoso
- 1998 - Presenta el primer IC de verificación del orador
- 2000 - Adquiere la compañía Fluent-Speech Technologies
- 2002 - Adquiere la línea de sintetizadores de voz de Texas Instruments (la serie SC)
- 2007 - Presenta la primera interfaz de usuario de voz para silicio Bluetooth (CSR BC-5) - BlueGenie
- 2008 - Se introdujo la tecnología "timeet" para alarmas y relojes que "hablan"
- 2009: se introdujo el sistema de texto a voz (TTS) más pequeño del mundo y los Truly HandsfreeTM Triggers
- 2010 - Se introduce el NLP-5x, el primer procesador de voz en lenguaje natural y la SDK de Trigger TrulyHandsfree para Android, iOS, Linux y Windows
- 2011: se introdujo el control de voz TrulyHandsfree con mayor precisión, comando y control
- 2012 - Se asoció con Tensilica para ofrecer un subsistema completo de reconocimiento de voz; introdujo la Verificación del altavoz y la Identificación del altavoz para teléfonos móviles y otros productos electrónicos de consumo; TrulyHandsfree integrado en Samsung Galaxy S3 junto con S2 y Note
- 2013: se asoció con Conexant para ofrecer disparadores de voz de campo lejano y Ceva y Wolfson para ofrecer una solución de potencia ultrabaja para Truly HandsfreeTM Voice Control; introdujo TrulyHandsfree Voice Control 3.0 en SDK y la solución de energía ultra baja de Tensilica; integrado en Samsung Galaxy S4
- 2014 - Anunciada nueva iniciativa en Vision; agregó LG y Motorola como clientes; recibió el Premio Global Mobile 2014 al Mejor Avance en Tecnología Móvil en el GSMA Mobile World Congress en Barcelona, España (los jueces comentaron: "Un gran avance para el mercado de dispositivos portátiles, esto ofrece muchos beneficios para los consumidores, aumentando la aceptación y el uso de muchas aplicaciones móviles, generando ingresos para operadores y proveedores de contenido ").[4]

## Productos y tecnología
Sensory desarrolla y fabrica tecnologías del habla tanto en hardware (circuito integrado - IC o "chip") como en plataformas de software. El IC RSC-164 de Sensory (circuito integrado o "chip") se utilizó en el Mars Polar Lander de la NASA en el Micrófono Mars en el Lander. Chips de síntesis de voz SC-6x: adquirieron tecnología de síntesis de voz de Texas Instruments.